# Código ATC M05
O Código ATC M05 (Medicamentos para tratamento de doenças ósseas) é um subgrupo terapêutico da classificação ATC (Anatomical Therapeutic Chemical Classification System), um sistema de códigos alfanuméricos desenvolvido pela Organização Mundial da Saúde (OMS) para classificar medicamentos e outros produtos médicos. O subgrupo M05 faz parte do grupo anatômico M (sistema musculoesquelético).
Os códigos para uso veterinário (códigos ATCvet) podem ser criados colocando a letra Q antes do código ATC para uso humano: por exemplo, QM05. Os códigos ATCvet sem os códigos ATC humanos correspondentes são citados com a letra Q inicial nessa lista. 

## M05B Drogas que afetam a estrutura e mineralização óssea

### M05BABisfosfonatos
M05BA01 Ácido etidrônico
M05BA02 Ácido clodrônico
M05BA03 Ácido pamidrônico
M05BA04 Ácido alendrônico
M05BA05 Ácido tiludrônico
M05BA06 Ácido ibandrônico
M05BA07 Ácido risedrônico
M05BA08 Ácido zoledrônico

### M05BB Bisfosfonatos , associações
M05BB01 Ácido etidrônico e cálcio, sequencial
M05BB02 Ácido risedrônico e cálcio, sequencial
M05BB03 Ácido alendrônico e colecalciferol
M05BB04 Ácido risedrônico, cálcio e colecalciferol, sequencial
M05BB05 Ácido alendrônico, cálcio e colecalciferol, sequencial
M05BB06 Ácido alendrônico e alfacalcidol, sequencial
M05BB07 Ácido risedrônico e colecalciferol
M05BB08 Ácido zoledrônico, cálcio e colecalciferol, sequencial
M05BB09 Ácido ibandrônico e colecalciferol

### M05BC Proteínas morfogenéticas ósseas
M05BC01 Dibotermina alfa
M05BC02 Eptotermina alfa

### M05BX Outras drogas que afetam a estrutura e mineralização óssea
M05BX01 Ipriflavona
M05BX02 Cloridrato de alumínio
M05BX03 Ranelato de estrôncio
M05BX04 Denosumabe
M05BX05 Burosumabe
M05BX06 Romosozumabe
M05BX53 Ranelato de estrôncio e colecalciferol